# ديمانش

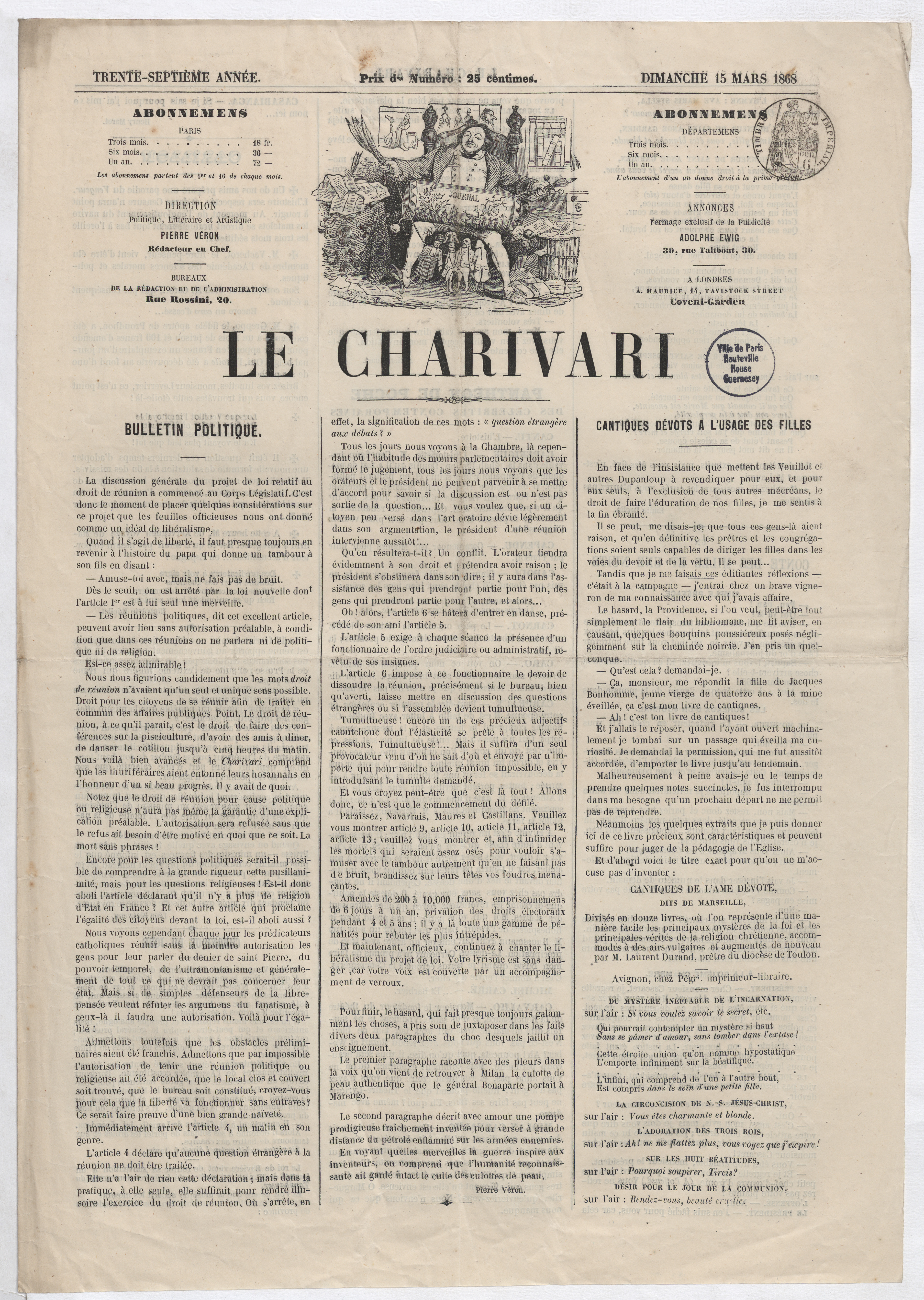
ديمانش، 1960

ديمانش (بالإنجليزية: ديمانش) ( الأحد)، المعروف أيضًا باسم لو جورنال دون سيول جور (الأحد - صحيفة ليوم واحد فقط) هو كتاب فني للفنان الفرنسي إيف كلاين. أخذت هذه المقالة شكل صحيفة يوم الأحد المكونة من 4 صفحات، وتم نشرها يوم الأحد 27 نوفمبر 1960 وبيعت في أكشاك بيع الصحف في جميع أنحاء باريس لمدة يوم واحد فقط، بالإضافة إلى توزيعها في مؤتمر صحفي عقده كلاين في غاليري ريف درويت في الساعة 11:00 صباحا في نفس اليوم.
مثال مبكر للفن المفاهيمي، وهو الأكثر شهرة لكونه المرة الأولى التي يتم فيها نشر مونتاج الصور المعروف باسم القفزة إلى الفراغ.
يجمع ديمانش بين التخصيص والأداء والحركة والفن المفاهيمي ومونتاج الصور في آن واحد، ويلمح إلى هذا النطاق من الحركات الفنية التي ظهرت إلى الوجود للتو. إنها تأخذ شكل صحيفة ليوم واحد، مصممة لتكون بديلاً لصحيفة الأحد العادية، وتتضمن نصوصًا وأعمالًا مرئية، بما في ذلك بيانه، (مسرح الفراغ) الصورة، التي تحمل عنوان "Un homme dans l'espace" (رجل في الفضاء المفتوح)، تصور الفنان وهو يقفز من نافذة الطابق الثاني إلى الفراغ. لقد ألهمت العديد من الفنانين لاستكشاف أجسادهم كوسيلة للفن.

### مهرجان الفن الطليعي
كان العمل جزءًا من مهرجان الفن الطليعي الثاني (مهرجان الفن الطليعي) في قصر المعارض، بورت دو فرساي، باريس. يأخذ الكتاب شكل محاكاة ساخرة للصحيفة الفرنسية "Journal du Dimanche"، طبعة الأحد من فرانس سوار، يعرض الكتاب أفكار كلاين حول Théâtre du Vide (مسرح الفراغ) وكانت المرة الأولى التي يتم فيها التقاط الصورة الشهيرة(رجل في الفضاء رسام الفضاء يرمي نفسه في الفراغ).
وفقًا لكلاين، كان القصد هو إعلان فترة الـ 24 ساعة بأكملها حدثًا مسرحيًا عالميًا، "عطلة، مشهد حقيقي للفراغ، في ذروة نظرياتي". من خلال دمج الفن والحياة بسلاسة، سيلخص مسرح كلاين حياة كل متفرج كما عاشها في ذلك اليوم. تمت طباعة عدة آلاف من النسخ وتوزيعها على أكشاك بيع الصحف في جميع أنحاء باريس بمساعدة أصدقاء كلاين. كلف العمل الفني 0.35 فرنكًا وتم بيعه جيدًا.

### الكتاب نفسه

#### القفزة في الفراغ
وكان القسم الأكثر شهرة في الكتاب هو الكولاج الفوتوغرافي، الذي نُشر مع تسمية توضيحية تقول "رسام الفضاء يلقي بنفسه في الفراغ!" لكنها تُعرف عادةً باسم "القفزة إلى الفراغ". تم تركيب هذه الصورة بواسطة هاري شانك، وتم تركيبها من عدد من الصور. تمت القفزة نفسها في 3 شارع جينتيل بيرنارد، فونتيناي-أوكس_روز، في أكتوبر 1960، باستخدام حوالي اثني عشر من لاعبي الجودو من مدرسة الجودو المقابلة، حاملين قطعة من القماش المشمع كبيرة للهبوط عليها. كلاين نفسه كان سيد دان للجودو الرابع. قام شانك بعد ذلك بتركيب لقطة للشارع الفارغ على الصورة. في الواقع تم إنتاج 3 نسخ من هذه الصورة؛ لم يتم استخدام واحد مع Klein's 2CV مطلقًا؛ تم استخدام القطار وراكب الدراجة في ديمانش؛ الثالث بشارع فارغ وبدون قطار طلب كلاين نفسه في اليوم التالي لاستخدامه في الكتالوج القادم لمعرضه الاستعادي في كريفيلد. كانت هذه الإستراتيجية المتمثلة في استخدام نسختين من نفس المونتاج، لجذب الانتباه بشكل فعال إلى الخداع، نموذجية لاستراتيجية كلاين الفنية.
"أنا رسام الفضاء. أنا لست رسامًا تجريديًا، بل على العكس من ذلك، رسامًا رمزيًا وواقعيًا. لنكن صادقين، لكي أرسم الفضاء، يجب أن أضع نفسي في مكانه، في الفضاء نفسه" إيف كلاين، مقتبس أسفل صورة "الرجل في الفضاء" على الغلاف الأمامي لمجلة ديمانش.

### مسرح الفراغ
بالإضافة إلى إعلانات النوايا، يحتوي الكتاب على سلسلة من القطع المسرحية، مسرح الفراغ التي تصور مسبقًا العديد من مقطوعات فلوكسس من النوع الذي سيُعرف لاحقًا باسم الأحداث. القطع الموجودة في الكتاب تشمل.
ينام؛ الإعداد عبارة عن غرفة نوم. يبدأ المشهد برجل نائم في سرير كبير. يجب أن يكون الممثل نائمًا حقًا. يستمر كل أداء حوالي 10 دقائق وفي صمت. يجب أن يكون هناك تصفيق في النهاية.
انقلاب؛ لأداء واحد، سيتم تقديم أي مسرحية رأسا على عقب. سيكون لجميع الممثلين أقدامهم على السقف ورؤوسهم متدلية. سيكون هذا ممكنا عن طريق الخداع. جميع الأثاث سيكون أيضًا على السقف، والذي سيكون بالفعل هو الأرضية. وبالتالي فإن الثريا سوف ترتفع في الفضاء.
الغرف الخمس؛ ومن أجل تعزيز الشعور والمادة دون وسيط الطاقة، يمر المتفرجون عبر 5 غرف، وأقدامهم مقيدة بالكرة والسلسلة. توجد 9 لوحات زرقاء أحادية اللون بنفس التنسيق في الغرفة الأولى؛ الغرفة الثانية فارغة وبيضاء بالكامل. توجد تسع لوحات أحادية اللون من نفس التنسيق في الغرفة الثالثة؛ الغرفة الرابعة فارغة ومظلمة، سوداء تقريبا؛ توجد 9 لوحات أحادية اللون بنفس التنسيق في الغرفة الخامسة.
من الدوخة إلى الهيبة; بعد أن مارس التحليق وحاول نوعًا من التسامي التطهيري الذي من خلاله يحرر نفسه من سخط، وبعد أن ابتكر أو اقترح العديد من المنحوتات الهوائية التي كانت خالية من استعباد الركائز، يقدم كلاين نفسه على خشبة المسرح ممتدًا في الفضاء بضعة أمتار فوق سطح الأرض لمدة 5 أو 10 دقائق. يتم الأداء دون تعليق.
تحوم هذه القطع بين الممكن والخيالي، مما يثبت أن القطع ليس المقصود منها أن توجد حرفيًا، بل في ذهن القارئ. هذا يتنبأ بالعديد من اهتمامات الفن المفاهيمي. يحتوي الكتاب أيضًا على نسخة ab/w من لوحة أحادية اللون منشركة كلاين بلو الدولية، وبعض الرسومات التخطيطية لمناورات الجودو.
في حين أن بعض القطع تتعلق بكتابات وتصريحات سابقة لكلاين، فقد تمت كتابة معظمها في فترة محمومة مدتها أربعة أيام قبل النشر مباشرة، في حانة مع الأصدقاء.
"أشاد به جوزيف كوسوث باعتباره أبًا للفن المفاهيمي؛ كانت حركة التدفق، والأحداث، والعروض، وفن الجسد، كل بطريقته الخاصة، مرتبطة بنيويًا بعمل كلاين. ما كان مشتركًا بين هذه التدفقات هو الحافز للاكتشاف"أسلوب الإبداع الذي تجاوز الحدود الوطنية، لتحديد معاييره الجمالية، ونشر النتائج. في هذه العملية، برز كلاين في الدور الكلاسيكي للمبعوث، مبشرًا بثقافة جديدة قادمة غير مرئية للعين، ولكنها حاضرة عالميًا رغم ذلك هانا وايتماير.